# Vera Kaa
Vera Kaa (* 27. März 1960 in Luzern, Schweiz; bürgerlich Vera Kaeslin) ist eine Schweizer Sängerin.

## Leben
Sie wuchs in einer Pension in Beckenried am Vierwaldstättersee auf, die ihre Grossmutter führte. Dort sang sie schon als Kind Lieder für die Gäste. Als Jugendliche war sie nacheinander in der Jazz-Rock-Band Pnö und der Hard-Rock-Band B.M. Smith.
Ihr erstes Soloalbum legte sie im Jahr 1981 vor: Das macht dich frisch. Damit gewann sie in Deutschland den Phonoakademie-Preis. 1982 brachte sie das Album Korrekt heraus, ein Jahr später folgte Zeit der Wölfe.1985 löste sie ihre Band auf. Nach ihrer NDW-Zeit versuchte sich Kaa in klassischer Musik und machte Abstecher ins Theater. Sie spielte zudem in Musicals mit, sang Brecht und Seemannslieder. 1991 brachte sie nochmals ein Rockalbum heraus, Different Ways, das im Gegensatz zu früheren Werken fast komplett auf Englisch gehalten war. Ebenfalls 1991 erschien ihr Album Rien ne va plus. Darin drückt die Sängerin ihr Engagement für Frauenanliegen aus, wofür sie im selben Jahr, im
Jahr des Frauenstreik (Schweiz), mit dem Schweizer Gewerkschafts-Preis  ausgezeichnet wurde. Im Album Tango von 1992 sang sie schliesslich auch auf Schweizerdeutsch und ging etwas mehr zum Jazz und Blues über. Ein Jahr darauf brachte sie anlehnend an ihr früheres Chanson-Programm das Album Von Brecht bis Blues heraus und ging damit auf Tournee. Sie intonierte ausser Brecht unter anderem auch Édith Piaf, Zarah Leander, Marlene Dietrich und Billie Holiday.
Für ihr Album In-Team gewann sie 1997 den Prix Walo in der Sparte „Singer/Songwriter“. Zwei Jahre später folgte das schweizerdeutsche Irgendwie … wird’s guet, 2004 dann Wotschmi (Willst du mich).

## Diskografie
- 1981: Das macht dich frisch
- 1982: Korrekt
- 1984: Zeit der Wölfe
- 1991: Different Ways (englisch)
- 1991: Rien ne va plus
- 1992: Tango (englisch)
- 1993: Von Brecht bis Blues
- 1997: In-Team (schweizerdeutsch)
- 1999: Irgendwie...wird’s guet (schweizerdeutsch)
- 2004: Wotschmi (schweizerdeutsch)
- 2007: Quietly Blue (englisch)
- 2011: 50 Ways (englisch / schweizerdeutsch)
- 2019: Längi Zit (schweizerdeutsch)